# Simple je – L'Intégrale Bercy
Albums de France Gall
Simple je – Rebranchée à Bercy
(1994) France
(1996)
Simple je - L'Intégrale Bercy est un album live de France Gall enregistré au Palais omnisports de Paris-Bercy en 1993, regroupant deux volumes (Débranchée et Rebranchée à Bercy), et paru en 1994. Chaque volume s'est vendu à plus de 200 000 exemplaires.

## Titres
| CD 1  | CD 1                                                     | CD 1  | CD 1 | CD 1 | CD 1 | CD 1 | CD 1 | CD 1 | CD 1 |
| No    | Titre                                                    | Durée |      |      |      |      |      |      |      |
| ----- | -------------------------------------------------------- | ----- | ---- | ---- | ---- | ---- | ---- | ---- | ---- |
| 1.    | Débranche                                                | 8:17  |      |      |      |      |      |      |      |
| 2.    | La Déclaration d'amour                                   | 5:29  |      |      |      |      |      |      |      |
| 3.    | Quelques mots d'amour                                    | 4:11  |      |      |      |      |      |      |      |
| 4.    | Chanter pour ceux qui sont loin de chez eux              | 4:15  |      |      |      |      |      |      |      |
| 5.    | Si, maman si                                             | 5:25  |      |      |      |      |      |      |      |
| 6.    | C'est difficile d'être un homme aussi                    | 2:59  |      |      |      |      |      |      |      |
| 7.    | J'ai besoin de vous                                      | 3:36  |      |      |      |      |      |      |      |
| 8.    | Il jouait du piano debout                                | 4:38  |      |      |      |      |      |      |      |
| 9.    | La Minute de silence                                     | 4:43  |      |      |      |      |      |      |      |
| 10.   | Tout pour la musique                                     | 3:41  |      |      |      |      |      |      |      |
| 11.   | Mademoiselle Chang                                       | 8:18  |      |      |      |      |      |      |      |
| 12.   | Jamais partir (en duo avec Michel Berger au New Morning) | 5:55  |      |      |      |      |      |      |      |
| 61:47 |                                                          |       |      |      |      |      |      |      |      |

| CD 2  | CD 2                                                                            | CD 2  | CD 2 | CD 2 | CD 2 | CD 2 | CD 2 | CD 2 | CD 2 |
| No    | Titre                                                                           | Durée |      |      |      |      |      |      |      |
| ----- | ------------------------------------------------------------------------------- | ----- | ---- | ---- | ---- | ---- | ---- | ---- | ---- |
| 1.    | Laissez passer les rêves                                                        | 5:42  |      |      |      |      |      |      |      |
| 2.    | Bats-toi                                                                        | 5:22  |      |      |      |      |      |      |      |
| 3.    | Le Paradis blanc                                                                | 5:04  |      |      |      |      |      |      |      |
| 4.    | Cézanne peint                                                                   | 6:42  |      |      |      |      |      |      |      |
| 5.    | Les Élans du cœur                                                               | 6:30  |      |      |      |      |      |      |      |
| 6.    | Superficiel et léger                                                            | 5:47  |      |      |      |      |      |      |      |
| 7.    | Évidemment                                                                      | 4:54  |      |      |      |      |      |      |      |
| 8.    | La Chanson de la négresse blonde                                                | 3:44  |      |      |      |      |      |      |      |
| 9.    | Ella, elle l'a                                                                  | 7:19  |      |      |      |      |      |      |      |
| 10.   | Jamais partir                                                                   | 6:25  |      |      |      |      |      |      |      |
| 11.   | Les Princes des villes (enregistré à Pleyel, « Master Mix » par Ricky Peterson) | 5:20  |      |      |      |      |      |      |      |
| 62:49 |                                                                                 |       |      |      |      |      |      |      |      |

## Crédits

### Chansons
- Paroles et musique : Michel Berger

### Musiciens et autres artistes
- Guitare : Denys Lable
- Guitare additionnelle : Isabelle Toussaint pour Jamais partir enregistré au New Morning (CD 1-12)
- Batterie : Claude Salmiéri
- Claviers : Serge Perathoner
  - Clavier additionnel : Michel Berger pour Jamais partir enregistré au New Morning (CD 1-12)
- Basse : Jannick Top
- Bandonéon : Per Arne Glorvigen
- Chœurs : Leila Rami
- Chœurs additionnels :
  - Les rappeurs de l’association Droit de Cité pour Mademoiselle Chang, La Chanson de la négresse blonde, Ella, elle l'a
  - Mimi Felexine et Peter Lorne pour Jamais partir enregistré au New Morning (CD 1-12)
- Pour Les Princes des villes (remix Paisley Park ou « Master Mix ») :
  - Claviers : Ricky Peterson, Jean-Yves D'Angelo
  - Basse : Ricky Peterson
  - Guitares : Paul Peterson, David Rhodes
  - Guitare tech : Zeke Clarck
  - Batterie : Michael Bland (en)
  - Chœurs : Ricky Peterson, Rick Barron, Leila Rami, Les Gosbos (Thierry et Renaud Bidjeck)

### Production du spectacle
- France Gall : « J’ai demandé à chaque personne qui travaille avec moi de me donner quelque chose qu’elle n’avait jamais donné avant à personne. Quelque chose pour moi. »
- Représentations les 10, 11, 12 et 22, 23, 24 septembre 1993 au Palais omnisports de Paris-Bercy
- Producteur : Gilbert Coullier pour Gilbert Coullier Organisation
- Mise en scène : France Gall et Hervé Lebeau
- Assistante mise en scène : Corinne Barcessat[Note 1]
- Avec la participation des rappeurs de l’association Droit de Cité[Note 2] pour Mademoiselle Chang, La Chanson de la négresse blonde, Ella, elle l'a
- Décor : Jean Haas
- Costume : Jean-Paul Scarpitta
- Éclairages : Jacques Rouveyrollis
- Régisseur général : Stéphane Colasse
- Sonorisation salle : Yves Jaget
- Sonorisateur retour : Alain Leduc

### L’album
- Produit par France Gall et The MB School (prononcez « Ze aime bi skoulle ») : Denys Lable, Serge Perathoner, Claude Salmiéri, Jannick Top
- Enregistré en septembre 1993 par Laurent Gatignol et Yves Jaget avec le studio mobile Le Voyageur et mixé par Frank Filipetti sauf :
  - Jamais partir, titre CD 1-12, enregistré le 22 juin 1992 par Yves Jaget au New Morning de Paris
  - Les Princes des villes, CD 2-11, enregistré en septembre 1994 à la salle Pleyel par Manu Guiot et Bruno Sourice, « Master Mix » produit par Ricky Peterson et mixé par Tom Tucker en octobre 1994 aux Paisley Park Studios de Minneapolis (Minnesota)
- Éditeurs :
  - Éditions Apache France : Débranche, Quelques mots d'amour , Chanter pour ceux qui sont loin de chez eux, Si, maman si, C'est difficile d'être un homme aussi, J'ai besoin de vous, Il jouait du piano debout, La Minute de silence, Tout pour la musique, Mademoiselle Chang, Cézanne peint, Superficiel et léger, Évidemment, Ella, elle l'a, Les Princes des villes
  - Éditions CMBM : Laissez passer les rêves, Bats-toi, Le Paradis blanc, Les Élans du cœur, La Chanson de la négresse blonde, Jamais partir
  - Éditions Sidonie / Apache France : La Déclaration d'amour
- Album paru le 18 novembre 1994
- Double CD Apache 4509-98489-2
- Photographie pochette : Jean-Marie Périer
- Graphisme pochette : Nuit de Chine

## Enregistrement de l'album
L’étoile de Berger allume Bercy — Les ingénieurs du son prennent la parole : « Sous la conduite d’Yves Jaget, la diffusion sonore a fait l’objet d’une recherche de multidiffusion originale en « structure d’éventail », utilisant de nombreux produits connus de la gamme de diffuseurs grand public du constructeur Meyer Sound, mais aussi des nouveautés de ce constructeur : DS2, USM, MSL2, voire des prototypes comme la MSL5.
Yves Jaget : La multidiffusion constitue l’avenir de la diffusion en spectacle. Des outils de plus en plus performants sont à la disposition des techniciens pour mettre en œuvre cette nouvelle manière de travailler. […]
Sono Magazine : Qu'est-ce qui vous a déterminé à créer cette structure de diffusion totalement accrochée en éventail ?
Yves Jaget : Une contrainte dans la situation des enceintes avait été imposée par le producteur. Pas une seule ne devait apparaître dans le champ du spectateur. Ensuite, j’estime que le confort d’écoute passe par une bonne répartition de l’énergie sonore sur l’ensemble du public. Pour obtenir cette répartition équilibrée, la diffusion se présente donc comme une propagation en éventail avec large choix d’enceintes et des filtrages très étudiés, de manière à adapter au plus juste chaque enceinte, avec des besoins en dispersion, en égalisation et en images sonores différentes selon la situation des spectateurs. […]
Bercy n’est pas une salle en amphithéâtre parfait, mais une sorte de rectangle qui crée des distances de dispersion très différentes selon la situation dans la salle. Il a donc fallu tenir compte de cette contrainte en commençant par distordre ces cercles concentriques et ensuite en modifiant le nombre et les types d’enceintes pour trouver le rendement le mieux adapté. […]
Les voix de France et celle de la choriste sont compressées par un appareil très perfectionné : le DPR 901 BSS. Il me permet de réaliser des compressions très sophistiquées sur ce show, entre autres. […]
Sur scène, le son ampli me sert surtout lorsque Jannick se sert de son octaver, sa modulation HF m’arrive pure. Une autre, travaillée par les pédaliers d’effets de Jannick est reprise par l’ampli. Je mélange le tout dans des proportions différentes selon les titres. Cela me permet de doser l’utilisation importante que Jannick fait de ses octavers, sans forcément en reprendre la totalité. Il y a comme cela un son qui lui est personnel et un autre son que je repasse dans la diffusion. […] Des M 422 servent à la reprise en direct des amplis Fender du guitariste Denys Lable, sauf pour la partie acoustique du show où le son est repris en ligne. […] Notre difficulté, sur la batterie de Claude Salmiéri, a surtout été de réaliser des positionnements de micros adaptés à des espaces très réduits. Claude joue en effet avec un set de batterie « très à plat » et l’espace entre toms et cymbales est sérieusement réduit. […] La voix de France est reprise par un corps de micro HF statique SEM 700 dont la capsule peut être différente selon les besoins. […] La statique se justifie par le fait que le niveau de voix de France n’est pas terrassant, et que ce micro allie une bande passante très équilibrée. […]
Sono Magazine : Le spectacle de France Gall, revenue après quelques années d’absence scénique, s’articulait en deux grandes parties, l’une électrique, l’autre acoustique, pour une compilation des plus belles chansons, Cézanne peint, offertes par Michel Berger à sa femme et des compositions qu’il a lui-même chantées, Paradis blanc. Le groupe des rappeurs Droit de Cité en rappel pour dire et redire, s’il en était besoin, que chez les Berger, on n'a pas trop la fibre pasquaienne.
Un ensemble de musiciens réduit à sa plus stricte nécessité : piano/synthé, batterie, basse et guitare. Mais avec des musiciens de cette trempe, point n’est besoin de surenchère instrumentale. Cela sonne d’emblée.
Le choix technique d’une multidiffusion s’est avéré payant dans la mesure où l’on voulait que France Gall se produise dans une salle aussi immense que Bercy, tout en jouant la carte de l’intimité musicale. La voix de France, malgré des arrangements orchestraux très denses (les synthés de Serge Perathoner, notamment) ressortait avec fermeté, mais sans agressivité, ce qui aurait été catastrophique, esthétiquement parlant.
Je serai moins enthousiaste sur la décoration scénique qui paraissait démesurée en regard de la taille du groupe et de la fixité de celui-ci. Quant au design des éclairages, il fut peut-être délibérément choisi neutre et discret… ou bien l’imagination a fait défaut. Dommage ! »